# Cipatat (plaats)
Cipatat is een bestuurslaag in het regentschap Bandung Barat van de provincie West-Java, Indonesië. Cipatat telt 11.277 inwoners (volkstelling 2010).